# アメリカ国立科学財団
アメリカ国立科学財団（アメリカこくりつかがくざいだん、英: National Science Foundation, NSF）は、アメリカ合衆国の科学・技術を振興する目的で1950年に設立された連邦機関である。
数学、コンピュータ科学、社会科学といった分野まで含む、アメリカ国立衛生研究所（NIH）が管轄する医学分野を除く幅広い科学・工学分野に対する支援を行っている。年間予算は70.3億ドル（2012年度）。米国の大学における基礎研究に対する米連邦政府からの支援の内、およそ20%を担当している。NIHといった他の研究費配分機関と異なり、自前の研究所を持たず（極地プログラムを除く）、大学等の外部機関に研究費を交付することに特化している。毎年約10000件の資金（グラント）を交付しているが、主な交付先は個人または少人数からなるグループである。その他には、研究センター支援、機器・施設整備のための資金提供（ファンド）を行っている。これによって、160個以上のノーベル賞を受賞した研究が行われるなど、多くの革新的な研究成果がNSFの支援によって生み出されている。
また、例えば電波望遠鏡、南極の観測サイト、超高速ネットワーク環境、海洋観測船、重力波観測設備といった大型の研究設備に関する支援や、義務教育以前(pre-K)から、大学院教育以降までにわたる、科学と工学に関する教育事業への支援が挙げられる。NSFが資金援助する研究は教育と統合されたものであることが要求されており、この研究成果によって、新しい科学技術分野に従事する熟練労働者や、次世代を教育するために有能な教師の育成につながることが期待されている。

## 組織

### 管理部門
NSFの理事長 (Director) 及び副理事長 (Dupity Director) は大統領によって選ばれ、上院で承認を得る。
下記の研究部門の他、管理部門として2つのOfficeが置かれている。管理部門の1つは、Office of Budget, Finance and Award Managementであり、グラントの資金的な管理（予算管理及び研究機関に対するグラントの支払いの管理）を行っている。もう1つはOffice of Information Resource Managementであり、NSFの内部データベース、経理システム及び電子公募・評価システムの構築・整備を行っている。
NSFの基本施策・方針を決定するのが、National Science Board (NSB) である。NSBは24名の傑出した研究者からなる委員会であり、メンバーは大統領から任命される。また、NSBの元には独立した監査部門である、Office of Inspector General (OIG) が置かれている。OIGは予算執行や研究における不正に関する監査のみならず、研究のパフォーマンス等についても監査を行う。

### 基幹研究
NSF全体を統括する部門であるOffice of Directorの下に、学問分野別に分かれた以下7つのDirectorateが置かれ、各研究分野の支援を行なっている。
- 生命科学：Directorate of Biological Science
- コンピュータおよび情報科学・情報工学：Directorate of Computer & Information Science & Engineering
- 工学：Directorate of Engineering
- 地学：Directorate of Geosciences
- 数学及び物理学：Directorate of Mathematical and Physical Science
- 社会科学・行動科学・経済学：Directorate of Directorate of Social, Behavioral and Economic Science
- 教育・人的資源：Education and Human Resources

### 研究拠点
これらのDirectorateとは別に、以下の3部門は独立した研究拠点 (Office) として研究支援を行っている。
- Office of Cyberinfrastructure：情報テクノロジーのバックボーン整備
- Office of International Science and Engineering：国際的な科学・工学研究を担当
- Office of Integrative Activities：融合分野
- Office of Polar Program：極地プログラム（NSFで唯一独立研究所を運営）を担当。配下にアメリカ合衆国南極プログラムがある。

### 横断的プログラム
他の政府機関と横断的に連携するプロジェクトとしては以下がある。
- ナノテクノロジー
- 学習科学
- デジタルライブラリー
- 感染症の生態

## メリットレビューシステム
NSFは毎年約40,000件の研究提案を受け付け、そのうち、審査によって高い評価を受けた約10,000件に対し研究資金を提供している。これらの研究提案の審査は、当該分野における専門家である研究者や技術者、教育関係者によるレビュー会議 (review panel) によって行われる。 審査員はNSF職員によって選定される。この選定に際し、提案者と審査員の間に利害関係 (conflicts of interest) が無い様に配慮がなされている。
NSFのあらゆるプログラムに共通な評価基準として、以下の2つが定められている。これらは1998年にNSBにより承認され、現在用いられているものである。
- What is the intellectual merit of the proposed activity?
  - 提案を含む学術分野の、または異なる分野にまたがった、知識・理解の進展について、提案の研究活動がどの程度インパクトを与えるのか。提案者が、プロジェクトを運営するだけの十分な適格性を備えているか（もし適切な場合、評価者は過去の業績をもとにコメントできる）。提案の研究活動が、どの程度、創造的で独自のコンセプトを感じさせ、そこを探索するものになっているか。提案の研究活動が、着眼点が良く、オリジナルなものになっているか。十分に過去の研究に当たり、検討がなされているか。
- What is the broader impact of the proposed activity?
  - 提案が教育や訓練、学習を通じ、発見や理解をどの程度進展させるものであるか。少数派のグループ（性別、人種、障害者、地域における）の参加を、どの程度促進するものであるか。施設、機器、ネットワーク、協力関係といった研究や教育のための基盤整備をどの程度促進するものであるか。研究の結果が広く普及し、科学や技術の理解を促進するものであるか。社会還元する利益は何であるか。

## 顕彰
- アメリカ国家科学賞
- アラン・T・ウォーターマン賞
- ヴァネヴァー・ブッシュ賞